# Peter Dokl

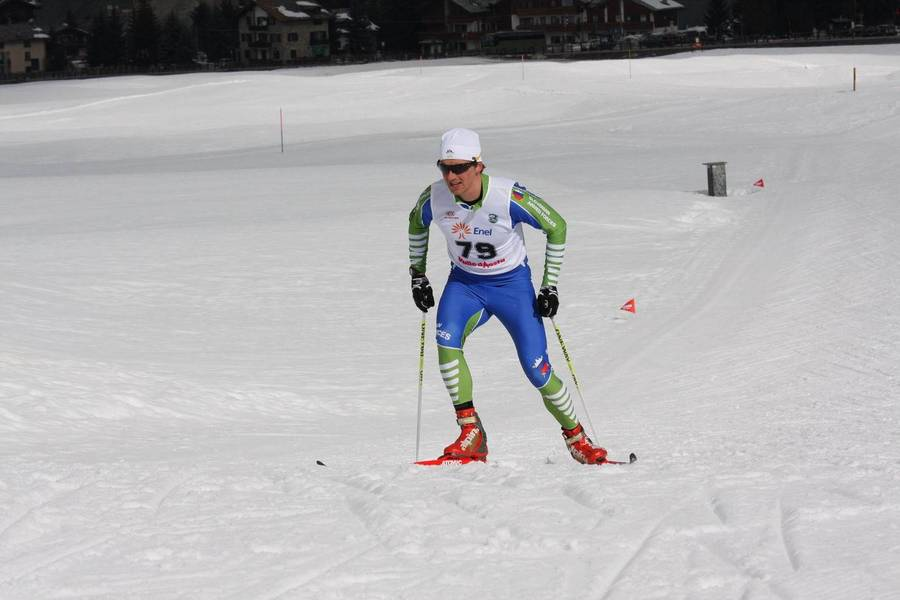
Peter Dokl bei den Winter-Militärweltspielen 2010

Peter Dokl (* 11. Januar 1985 in Ljubljana) ist ein slowenischer Biathlet.

## Karriere
Peter Dokl ist Student und lebt in Ihan. Er ist seit 1996 Biathlet und gehört seit 2000 dem slowenischen Nationalkader an. Sein Heimatverein ist der SK Ihan. Dokl startete zwischen 2002 und 2006 bei fünf Junioren-Weltmeisterschaften. Schon bei seinen ersten Weltmeisterschaften in Ridnaun verpasste er als Vierter mit der Staffel eine Medaille nur knapp. 2003 folgten mit Platz acht im Einzel und Platz sechs im Sprint in Kościelisko erste Top-Ten-Ergebnisse in Einzelrennen. Dokls erfolgreichste WM folgte 2004 in Haute-Maurienne. Er gewann nicht nur mit der Staffel, zu der auch Klemen Bauer gehörte, die Bronzemedaille, sondern auch Silber im Einzel hinter dem Russen Pawel Borisow. 2005 war in Kontiolahti Platz neun im Einzel bestes Ergebnis, 2006 in Presque Isle Rang fünf mit der Staffel. Zwischen 2003 und 2006 startete der Slowene zudem bei Junioren-Europameisterschaften. 2004 gewann er in Minsk Staffelbronze, 2005 in Nowosibirsk Staffelsilber. Bis zum Ende der Saison 2005/06 trat er im Junioren-Europacup an, bestes Ergebnis war 2004 Platz drei bei einem Sprintrennen in Obertilliach.
Zur Saison 2006/07 rückte Dokl in den Seniorenbereich auf. Bei seinem ersten Europacup-Rennen in Obertilliach kam er in einem Sprint auf den 80. Platz. In den folgenden beiden Rennen konnte er sich bis auf Rang 38 verbessern und wurde in Oberhof erstmals in einem Staffelrennen im Weltcup eingesetzt, bei dem er mit dem slowenischen Team auf Platz sieben kam. Wenige Wochen danach konnte er in Nové Město na Moravě als 23. im Sprint erste Punkte im Europacup gewinnen. Der 15. Rang in der folgenden Verfolgung wurde Dokls bislang bestes Europacup-Ergebnis. Zum Ende der Saison folgte am Holmenkollen in Oslo das Debüt bei einem Einzelrennen im Weltcup. Dokl wurde 76. im Einzel. Bestes Ergebnis bei den Europameisterschaften in Bansko war Platz 15 in der Verfolgung. Ab der Saison 2007/08 gehörte der Athlet zum Weltcup-Stammkader seines Landes. Sein bislang bestes Ergebnis wurde Platz 34 in Kontiolahti in einem Einzel, mit der Mixed-Staffel konnte er in Pyeongchang Sechster werden. In Östersund lief Dokl 2008 seine ersten Biathlon-Weltmeisterschaften. Im Einzel wurde er 51., im Sprint 78. und mit der Staffel 19. In der Mixed-Staffel lag er nach seiner und den Leistungen von Dijana Grudiček-Ravnikar und Teja Gregorin auf Medaillenkurs, nach dem letzten Schießen mit vier Strafrunden von Klemen Bauer kam die Mannschaft aber nur auf den neunten Rang. Bei den Weltmeisterschaften 2009 in Pyeongchang wurde Dokl 83. des Sprints, 15. mit der Staffel und verpasste als 41. des Einzels nur um einen Platz seinen ersten Weltcuppunktgewinn. Peter Dokl nahm an den Olympischen Winterspielen 2010 teil. Sein bestes Resultat war der 58. Platz im Sprint. Mit der Staffel belegte er Rang 17.

## Platzierungen im Biathlon-Weltcup
Die Tabelle zeigt alle Platzierungen (je nach Austragungsjahr einschließlich Olympische Spiele und Weltmeisterschaften).
- 1.–3. Platz: Anzahl der Podiumsplatzierungen
- Top 10: Anzahl der Platzierungen unter den ersten zehn (einschließlich Podium)
- Punkteränge: Anzahl der Platzierungen innerhalb der Punkteränge (einschließlich Podium und Top 10)
- Starts: Anzahl gelaufener Rennen in der jeweiligen Disziplin
- Staffel: inklusive Mixed- und Single-Mixed-Staffeln

| Platzierung         | Einzel | Sprint | Verfolgung | Massenstart | Staffel | Gesamt |
| ------------------- | ------ | ------ | ---------- | ----------- | ------- | ------ |
| 1. Platz            |        |        |            |             |         |        |
| 2. Platz            |        |        |            |             |         |        |
| 3. Platz            |        |        |            |             |         |        |
| Top 10              |        |        |            |             | 12      | 12     |
| Punkteränge         | 2      | 1      |            |             | 32      | 35     |
| Starts              | 22     | 50     | 8          |             | 32      | 112    |
| Stand: Karriereende |        |        |            |             |         |        |